# UNITER
UNITER (Uniunea Teatrală din România) este o organizație profesională, apolitică, neguvernamentală și nonprofit, constituită prin asocierea liberă a creatorilor din domeniul teatrului din România.
S-a înființat în februarie 1990 după desființarea Asociației Oamenilor de Artă din Instituțiile Teatrale și Muzicale.
Consiliul de conducere ales la ședința din 19 februarie 1990 l-a desemnat ca președinte pe Ion Caramitru, iar pe Mircea Diaconu și Marian Popescu în posturile de vicepreședinți. Au fost, de asemenea, aleși cinci secretari, respectiv Alexandru Darie, Claudiu Bleonț, Florica Ichim, Silviu Purcărete și Ion Haiduc, restul artiștilor înscriindu-se pe listă ca simpli membri.
Din anul 1990, în cadrul UNITER funcționează Centrul Național Român pentru Institutul Internațional de Teatru, care are ca activitate principală asistența profesională pentru oamenii de teatru de peste hotare care vizitează țara noastră pentru documentare.
În anul 1990 a avut loc prima ediție a Festivalului Național de Teatru, inițiat ca un proiect al Primăriei Municipiului București, preluat în co-organizare, mai apoi de UNITER. Festivalul, care nu include activități de tip concurs, și-a dobândit un brand puternic în spațiul cultural românesc și internațional, apreciat ca atare de lumea artelor. Festivalul are loc anual în perioada octombrie-noiembrie.
UNITER organizează o serie de programe care au ca scop stimularea creativității în teatrul românesc și promovarea schimburilor teatrale între România și alte țări.
UNITER a obținut statutul de instituție de utilitate publică prin H.G.746 / 31 august 2000.
La data de 20 septembrie 2010, Ion Caramitru, directorul Teatrului Național București, a fost reales președinte al UNITER.
În anul 1990 a avut loc prima ediție a Festivalului Național de Teatru, inițiat ca un proiect al Primăriei Municipiului București, preluat în co-organizare, mai apoi de UNITER. Festivalul, care nu include activități de tip concurs, și-a dobândit un brand puternic în spațiul cultural românesc și internațional, apreciat ca atare de lumea artelor. Festivalul are loc anual în perioada octombrie-noiembrie.

## Membrii UNITER
Calitatea de membru UNITER este acordată de către Senatul Uniunii, ca urmare a analizării solicitărilor primite, însoțite de un memoriu de activitate, membrii UNITER putând fi persoane care activează în domeniul teatrului: actori, regizori, scenografi, pictori, arhitecți scenografi, compozitori, coregrafi, critici și istorici de teatru, cadre didactice din învățământul superior artistic, actori, artiștii din teatrele muzicale, artiștii păpușari și marionetiști, artiști de circ, consultanți artistici și secretari literari din instituțiile teatrale, alți creatori din domeniul artei spectacolului. 
Pot fi membri de onoare ai UNITER personalități de prestigiu din toate domeniile de activitate artistică și culturală care au adus o contribuție deosebită la promovarea și dezvoltarea artei teatrale românești și universale. Această calitate poate fi conferită și cetățenilor altor țări. 
Numărul membrilor UNITER este de 1.799 (septembrie 2018).
În prezent (2024) președintele UNITER este Dragoș Buhagiar.

## Senatul UNITER
Membri ai Senatul UNITER 2010-2014:
- Ion Caramitru, președinte,
- Aura Corbeanu, vicepreședinte,
- Emil Boroghină, actor
- Virginea Mirea, actor
- Ilinca Tomoroveanu, actor
- Ozana Oancea, actor
- Ana Ciontea, actor
- Miklos Bacs, actor
- Eusebiu Ștefănescu, actor
- Adi Carauleanu, actor, membru supleant
- Alexandru Tocilescu, regizor
- Tompa Gabor, regizor
- Bocsardi Laszlo, regizor, membru supleant
- Mihai Mădescu, scenograf
- Dragoș Buhagiar, scenograf
- Puiu Antemir, scenograf membru supleant
- Marina Constantinescu, critic de teatru
- Alice Georgescu, critic de teatru
- Florica Ichim, critic de teatru, membru supleant

Membri ai Senatul UNITER 2014-2018:
- Ion Caramitru, actor
- Aura Corbeanu, managerul cultural
- Emil Boroghină, actori
- Virginea Mirea, actor
- Ilinca Tomoroveanu, actor
- Ana Ciontea, actor
- Ozana Oancea, actor
- Miklos Bacs, actor
- Eusebiu Ștefănescu, actor
- Adi Carauleanu, actor membru supleant
- Gábor Tompa, regizori
- Claudiu Goga, regizori
- László Bocsárdi, regizori membru supleant,
- Dragoș Buhagiar, scenograf
- Puiu Antemir, scenograf
- Ștefania Cenean, scenograf membru supleant
- Marina Constantinescu, critic de teatru
- Alice Georgescu, critic de teatru
- Florica Ichim, critic de teatru membru supleant

Membri ai Senatul UNITER 2018-2022:
- Radu Afrim,
- Felix Alexa,
- Puiu Antemir,
- Miklós Bács,
- Emil Boroghină,
- Dragoș Buhagiar,
- Adi Carauleanu,
- Ana Ciontea,
- Marina Constantinescu,
- Aura Corbeanu,
- Alice Georgescu,
- George Mihăiță,
- Virginia Mirea,
- Doina Modola,
- Viorica Petrovici,
- Victor Rebengiuc,
- Gábor Tompa,
- Vlad Zamfirescu.

## Gala premiilor UNITER
Uniunea acordă premii teatrale pentru fiecare an calendaristic încheiat. Prima ediție s-a desfășurat  pentru stagiunea teatrală 1991-1992. Premiile se acordă pentru:
- Cel mai bun spectacol
- Cel mai bun regizor
- Cel mai bun scenograf
- Cel mai bun actor
- Cea mai bună actriță
- Critică teatrală
- Teatru radiofonic
- Teatru TV
- Debut

Un juriu de selecție propune câte trei nominalizări pentru fiecare secțiune iar în seara Galei, un alt juriu desemnează câștigătorii prin vot secret. În afara acestor premii, Senatul UNITER acordă și alte distincții: premiul de excelență, premii pentru întreaga activitate și premii speciale. Trofeul este realizat de artistul plastic Ion Bitzan.